# Chartres-i Fulbert
Chartres-i Fulbert (franciául: Fulbert de Chartres), (Aquitania, 952 körül – Chartres, 1028. április 10.) középkori francia egyházi író.
Fulbert a híres reimsi Gerbetnek (a későbbi II. Szilveszter pápának) volt a tanítványa. 990-ben alapított saját iskolát Chartres-ban, ahol a többek között Tours-i Berengár is tanult. Fulbert 1007-től chartres-i püspökként működött. 1029-ben hunyt el. Több műve fennmaradt, így Epistolae, Sermones, stb. Első kiadásuk Jean Papire Masson nevéhez fűződik (Párizsban, 1585).